# Flappy
Flappy (フラッピー) est un jeu vidéo de puzzle développé par DB Soft dans le même genre que Adventures of Lolo et Sokoban, mais peu connu à l'extérieur du Japon. Il met en scène Flappy, un personnage assez semblable à une taupe qui doit compléter chaque niveau en poussant une pierre bleue de sa place de départ à une destination signalée par une tuile bleue.
Flappy est d'abord apparu sur l'ordinateur Sharp X1 en 1983. Ce début a été rapidement suivi par des conversions sur un certain nombre d'ordinateurs japonais populaires au début des années 1980, comme ceux des marques NEC et Fujitsu. En tant que puzzle game, il convenait bien à ces premiers systèmes puisqu'il n'exigeait pas une très grande sophistication graphique. Les versions du jeu sur MSX et Famicom sont sorties en 1985. Par la suite, Flappy a connu plusieurs mises à jour et améliorations graphiques.

## Portages
- Flappy
  - Sharp X1 (1983)
  - Sharp MZ-800 (1984)
  - PC-6001mkII ・FM-7 ・PC-8801 ・PC-8001mkII (1984)
  - MSX (1985)
  - Famicom (1985)
  - i-mode (2004)
  - Yahoo! Mobile (2005)
  - Console virtuelle (2007)
- King Flappy 
  - Sharp X1 ・PC-8801mkIISR ・PC-8001mkIISR (1985)
- Flappy 2: The Resurrection of Blue Star 
  - X68000 (1989)
- Flappy Special 
  - Game Boy (1990)
- Flappy for Windows 
  - Microsoft Windows (1995)
- FLAPPY95 
  - Microsoft Windows (1996)
- Flappy World 
  - Microsoft Windows (2001)